# ヨナルデパズトーリ
ヨナルデパズトーリ(Youaltepuztli)は、メキシコに伝承される神または悪魔とされるもの。

## 概要
アステカの伝説中に登場する本来の名称はヨワルテポストリ(Yohualtepoztli)であり、ナワトル語で「夜(yohualli)の金属(tepoztli)」を意味する。
16世紀のベルナルディーノ・デ・サアグンによって編纂された『フィレンツェ絵文書』に「ioaltepuztli」の綴りで記載されており、テスカトリポカが人間を驚かすための変身のひとつで、遠くの山の上で誰かが木を切っているような音がし、それを聞いた人は悪い事の起きる予兆として大いに恐れるという。
イギリスのアンドルー・ラングは『Custom and Myth』(1874)の中で『フィレンツェ絵文書』の当該箇所を紹介している。ヨワルテポストリは「Youaltepuztli」と綴られ、テスカトリポカの出す音の名前とする。
モンタギュー・サマーズは1928年の吸血鬼に関する研究書『The Vampire: His Kith and Kin』の中で、ヨワルテポストリ (Youaltepuztli) がテスカトリポカの変装のひとつであり、静かな時に遠くの神殿から斧のような音が聞こえ、興味を持った人が近づくと頭のないテスカトリポカに捕まえられ、その胸にあいた扉の向こうに閉じ込められるとしている。
日本での「ヨナルデパズトーリ」という名称は、サマーズの綴りの読み誤りに由来すると考えられる。

## 容姿
伝承では黒い怪鳥の姿であったり、蛇であったりと一定ではない。妖怪研究家水木しげるのイラストや各種作品では、カエルを直立させ蓑状の体毛を生やした様な体つきに、目が異様に大きく裂けた口に所々抜けの有る歯がある、不気味な妖精風の姿で登場する。